# Concesio
Concesio (lombardul: Consés) település Olaszországban, Lombardia régióban, Brescia megyében. Lakosainak száma 15 680 fő (2023. január 1.). Concesio Bovezzo, Brescia, Cellatica, Collebeato, Gussago, Lumezzane, Nave és Villa Carcina községekkel határos.

## Itt született
- VI. Pál Szent Pápa

## Népesség
A település lakossága az elmúlt években az alábbi módon változott:
| Lakosok száma | 15 649 | 15 672 | 15 680 |
|               | 2017   | 2018   | 2023   |